# Parömiologie

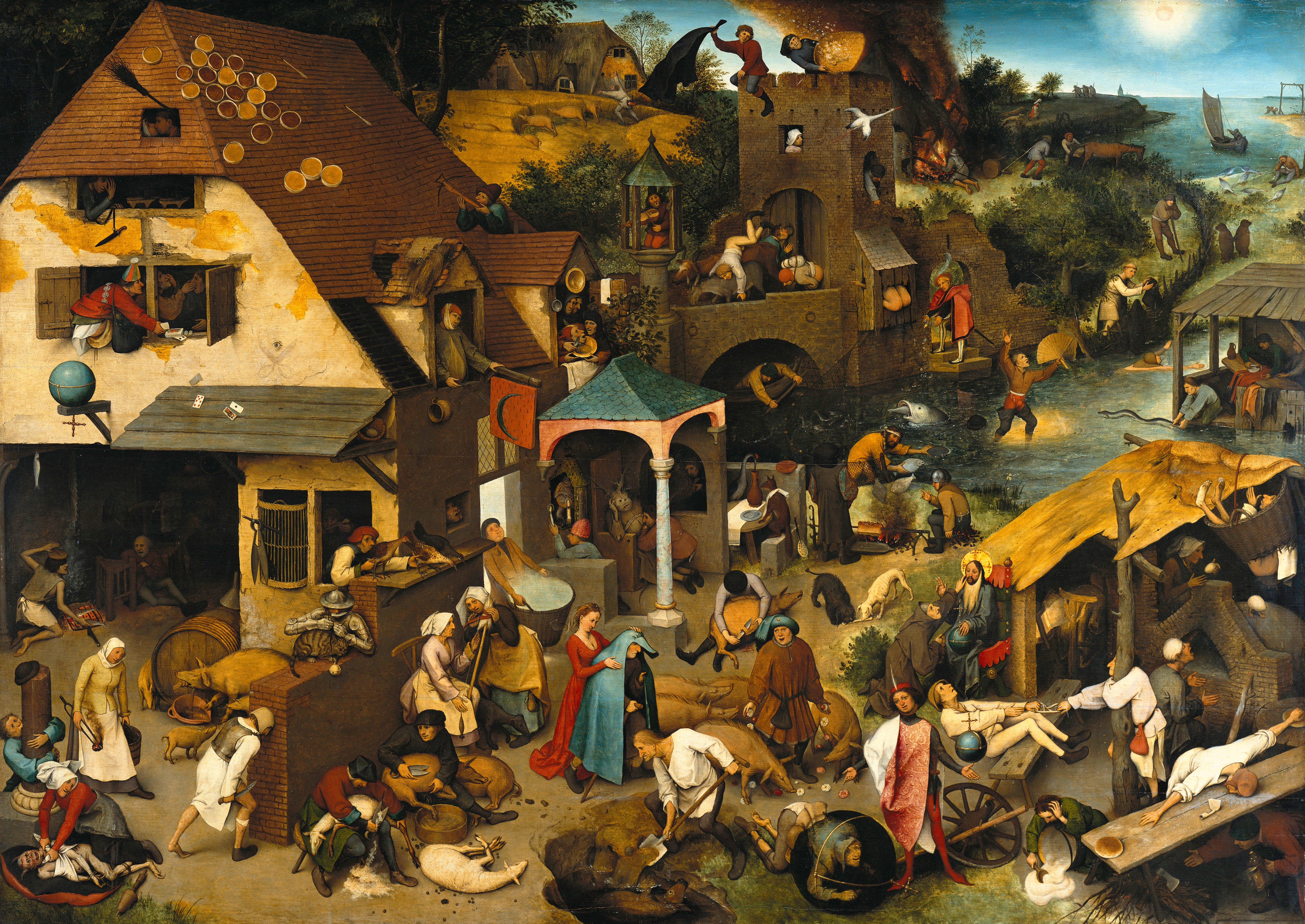
Die niederländischen Sprichwörter, Ölgemälde Pieter Bruegels des Älteren, 1559.

Parömiologie (παροιμία paroimía, deutsch ‚Sprichwort‘) bezeichnet die wissenschaftliche Erforschung von Sprichwörtern (Parömien, Proverbien).
Als Teilbereich der Sprachwissenschaft, der (Lexikologie), der Kulturwissenschaften. (Volkskunde, bzw. Folkloristik) und der Literaturwissenschaft untersucht die Parömiologie die sprachliche Struktur, Herkunft, Bedeutung, Verwendung der Sprichwörter und ihrer Spielarten in einer bestimmten Sprachgemeinschaft. Interkulturelle parömiologische Forschung versucht, durch die Bildhaftigkeit der Sprichwörter, weltweit Einblick in Werte und Überzeugungen verschiedener Sprachgemeinschaften zu bekommen. Bildgleiche Proverbien weisen auf menschliche Urerfahrungen hin, stellen sozusagen parömiologische Universalien dar.
Parömiographie heißt die Lexikografie der Sprichwörter, also die Zusammenstellung von Sprichwörtersammlungen. Parömiographe befassen sich unter anderem mit Klassifikationsproblemen, alphabetische Anordnung oder begrifflich-thematische Gliederung der Sammlungen nach diversen Gesichtspunkten.

## Fragestellungen der Parömiologie
Parömiologen stellen sich die Frage, welches die häufigsten Sprichwörter in einer bestimmten Sprache oder Kultur sind und wie sie sich im Laufe der Zeit verändert haben (historische Parömiologie). Sie untersuchen die kulturellen und historischen Hintergründe von Sprichwörtern und in welchem Kontext sie verwendet werden.
Eine besondere Herausforderung ist die Frage der Übersetzbarkeit. Gibt es ein äquivalentes Pendant in anderen Sprachen?
Wie beeinflussen Sprichwörter das Denken und Verhalten von Menschen? Welche Rolle spielen Sprichwörter in der Literatur, im Film und anderen kreativen Werken? Wie tragen Sprichwörter zur Identität und zum Selbstverständnis von Sprachgemeinschaften bei?
Die Parömiodidaktik untersucht, wie Sprichwörter bei der Sprachvermittlung und beim Spracherwerb helfen können.

## Geschichte und Entwicklung der Parömiologie
Die Geschichte der Sprichwort-Forschung reicht bis in die biblische (Buch der Sprichwörter) und griechisch-römische Antike zurück:

„Ganz allgemein erklärt Otto Moll, »dass der Grundstock der heutigen europäischen Sprichwörter Übersetzungen oder Umarbeitungen von Zitaten aus der antiken griechischen und lateinischen Literatur und der Bibel sind (S. 113)«. Für die neuere Überlieferung gelten die Literatur, die vielen Sprichwörtersammlungen sowie die mündliche Tradierung als die drei wichtigsten Quellenbereiche. Hinzu kommt noch die große Anzahl an Lehnsprichwörtern, die durch Übersetzungen in den deutschen Sprachgebrauch aufgenommen wurden.“

In der zweiten Hälfte des 20. Jahrhunderts erlebte die Parömiologie einen wissenschaftlichen Aufschwung, insbesondere durch die Arbeit von Forschern wie Wolfgang Mieder, Gründer und langjährigen Herausgeber der internationalen Fachzeitschrift Proverbium und Archer Taylor.

## Abgrenzung von Phraseologie
Parömiologie und Phraseologie sind eng miteinander verwandt, da beide sich mit der Erforschung von festen Ausdrücken in der Sprache befassen.
Phraseologie hat ein umfangreicheres Arbeitsfeld, da ihr Gegenstand alle lexikalisch feststehenden Wortkomplexe umfasst: Redewendungen, Routineformeln, idiomatische Ausdrücke jedweder Art.